# Ophiorrhiza parviflora
Ophiorrhiza parviflora là một loài thực vật có hoa trong họ Thiến thảo. Loài này được Reinw. ex Korth. mô tả khoa học đầu tiên năm 1851.